# هزینه‌یابی بر مبنای فعالیت
هزینه‌یابی بر مبنای فعالیت، (به انگلیسی: Activity Based Costing) مبتنی بر این فرض است که فعالیت‌ها در درون هر بنگاه منابع را مصرف می‌کنند و محصولات و خدمات حاصل انجام فعالیت‌ها است. در این روش ابتدا کلیه فعالیت‌های سازمانی شناسایی شده و به عنوان موضوعات هزینه ثبت می‌شوند و همه هزینه‌های سازمانی به این موضوعات تخصیص می‌یابد. در مرحله دوم بر مبنای شاخص‌های تعریف شده هزینه‌های جذب شده به محصولات تولیدی یا خدمات ارائه شده تسهیم می‌شود.
در این مدل هزینه‌یابی، تمرکز بر هزینه‌های غیرمستقیم سازمانی است بر خلاف روش‌های مرسوم که بیشتر روی هزینه‌های مستقیم متمرکز است، به علاوه ردیابی  عوامل هزینه به مدیریت امکان بهینه‌سازی فعالیت‌ها و حذف فعالیت‌های غیر ضرور یا تغییر روش در انجام فعالیت‌ها را جهت کاهش قیمت تمام شده محصول/خدمات می‌دهد.